# Centro Ecuestre Hovik Hayrapetyan
El Centro Ecuestre Hovik Hayrapetyan (en armenio: Հովիկ Հայրապետյանի անվան Ձիասպորտի Կենտրոն) es un gran complejo ecuestre en la ciudad de Ereván, la capital de Armenia, abrió sus puertas en 2001. El centro ocupa una superficie de 85 hectáreas en el sur del distrito de Shengavit de esa localidad. El centro consta de una pista de 1800 metros de largo para carreras de caballos, una arena ecuestre exterior y otra interior para competencias internacionales. El centro también cuenta con el restaurante Jockey. El complejo es un lugar habitual para las competiciones de equitación nacionales y regionales.